# Bassevárri
Bassevárri är ett berg inom Könkämä sameby i Kiruna kommun. Dess höjd är cirka 690 meter över havet. Nedanför berget ligger Könkämä samebys renskiljningsgärde.